# منطقه حفاظت‌شده کوه دیل
منطقه حفاظت شده کوه دیل در استان کهگیلویه و بویراحمد قرار دارد. این منطقه با مساحت ۱۰۳۷۴ هکتار، در سال ۱۳۷۸ حفاظت شده‌است. آب و هوای معتدل کوهستانی دارد. این منطقه پوشش گیاهی مناسب دارای کونه‌های جانوری: بز و پازن، قوچ و میش، خرس قهوه‌ای، پلنگ، سمور سنگی، گرگ، خرگوش، گراز، کبک، تیهو، جغد و بحری می‌باشد.

## دیل در ادبیات فارسی
در طومار شاهنامه دیل پهلوانی در زمان شاهپور است که در نبرد با قیصر روم شرکت داشته‌است.
| فروآمد از کوه غران چو پیل |  | یکی پهلوان نام او بود دیل |
| به رزم آمده دیل یزدان‌پرست |  | به جنگاوری پشت قیصر شکست  |

منبع: ماهنامه سفر